# Psalmopoeus plantaris
Psalmopoeus plantaris ist eine baumbewohnende Vogelspinnenart aus Kolumbien. Sie wurde 1903 durch Reginald Innes Pocock beschrieben. Der Holotyp ist eine weibliche Spinne, die im Departamento del Cauca gefunden wurde. Der Holotyp wurde nicht in Alkohol eingelegt und ist somit als getrocknetes Exemplar beschrieben worden. Die Art wurde bisher von keinem anderen Autor mehr nachgewiesen. Bis heute ist nur das Weibchen bekannt.

## Merkmale
Das gefundene Weibchen ist von den Beißklauen bis zu den Spinnwarzen gemessen 2,3 Zentimeter lang. Der Carapax ist etwa so lang wie die Länge von Patella und Tibia eines Laufbeines des zweiten Beinpaares zusammen. Bei den vier mittig gelegenen Augen auf dem Augenhügel sind die vorderen zwei etwa Dreiviertel ihres Durchmessers voneinander entfernt. Und sie sind etwa die Hälfte ihres Radius von den seitlich gelegenen Augen entfernt. Der Carapax und die Oberseite der Glieder von Laufbeinen und Taster sind mit gelb-grünlichen, olivfarbenen Haaren bedeckt. Die Färbung der Protarsen und Tarsen geht dagegen ins rötliche Braun. Die Scopulae (Haarbüschel) auf den Tarsen ist sehr breit. Die Stridulationsorgane sehen ähnlich aus wie von Psalmopoeus cambridgei. Die Dornen auf den Maxillen sind aber weniger (etwa zwölf Stück) und kürzer. Die Spinnen haben auf den Tarsen und Protarsen einen blassen, rosafarbenen Flecken. Zwei ähnliche Flecken kommen auf den Tibien vor. Das Sternum und die Unterseite der Taster, der ersten beiden Laufbeine und des Opisthosomas ist samtbraun bis schwarz.
Im Vergleich zu den verwandten Arten Psalmopoeus ecclesiasticus und Psalmopoeus cambridgei weisen die Beine eine weniger gefranste Behaarung auf. Von P. ecclesiasticus lässt sich diese Art durch die Stridulationsborsten unterscheiden. Bei P. plantaris ist im Gegensatz zu P. cambridgei das erste Laufbeinpaar kürzer als das vierte.